# Trisepalum obtusum
Trisepalum obtusum är en tvåhjärtbladig växtart som beskrevs av Charles Baron Clarke. Trisepalum obtusum ingår i släktet Trisepalum och familjen Gesneriaceae. Inga underarter finns listade i Catalogue of Life.